# Moringa drouhardii
Espèce
Classification phylogénétique
Moringa drouhardii est une espèce d'arbre de la famille des Moringaceae.
C'est un arbre au large tronc blanc endémique des forêts sèches du sud de Madagascar où il est appelé localement ananambo. Il pousse extrêmement rapidement, jusqu'à 3 m par an.
Il possède des usages médicinaux, mais ses feuilles (brèdes) sont aussi utilisée dans la cuisine malgache (pour faire le romazava). 